# Millenáris Sporttelep
Der Millenáris Sporttelep (deutsch Millennium Sportkomplex) ist eine Radrennbahn im XIV. Budapester Bezirk (Zugló) der ungarischen Hauptstadt Budapest. Sie liegt in nächster Nähe zum Nationalstadion Puskás Aréna, der Freiluft-Eissportarena Kisstadion, der Mehrzweckhalle Papp László Budapest Sportaréna und der BOK Sportcsarnok. In den früheren Jahren wurde sie auch als Fußballstadion für Vereins- und Länderspiele genutzt. Der Millenáris Sporttelep ist die älteste noch genutzte Radrennbahn in Europa.

## Geschichte
Der Millenáris Sporttelep wurde anlässlich der Budapester Millenniumsausstellung 1896 nach den Plänen des Maschinenbau-Ingenieurs Ottó Titusz Bláthy errichtet.  Am 14. Mai des Jahres fand die Einweihung der Anlage statt, deren 500 m lange und flache Bahn über eine Asphaltschicht verfügte. Im Stadion fand am 31. Oktober 1897 das erste öffentliche Fußballspiel Ungarns statt. Aufeinander trafen der Budapesti Torna Club und der Vienna Cricket and Football-Club aus Wien. Von 1902 bis zur Eröffnung des Hungária-körúti-Stadions 1912 trug der MTK Budapest FC seine Heimspiele auf der Anlage aus. Sein heutiges Aussehen erhielt sie Ende der 1920er Jahre. Für die UCI-Bahn-Weltmeisterschaften 1928 wurde das Velodrom von Oktober 1927 bis März 1928 nach Plänen von Alfréd Hajós und Aladár Mattyók umgebaut. Die Bahn wies damals eine Länge von 415 m auf. Die Kurven hatten eine Steigung von 36°. Darüber hinaus fanden weitere nationale und internationale Radsportveranstaltungen statt. Bis in die 1950er Jahre fanden die nationalen Meisterschaften im Bahnradsport auf der Anlage statt.
Im Zweiten Weltkrieg wurde die Anlage beschädigt. Die Betonbahn war mit hunderten kleinen und großen Einschüssen übersät, die Tribüne wurde durch drei Bombentreffer im Brand gesetzt und die Leichtathletikanlage war durch Bombenkrater unbrauchbar. Die Anlage wurde renoviert und konnte bald wieder genutzt werden. 1949 machte der Davis Cup im Tennis Station im Stadion. 1954 wurde die Bahn erneuert, da der Beton vollständig gebrochen war. Die Flutlichtanlage wurde ausgetauscht. Auf 26 Masten wurden sie mit je zwei Scheinwerfern bestückt. 1974 erhielt die Bahn eine neue Zementdecke. Am 14. Dezember 2016 stellte die Generalversammlung der Hauptstadt den Millenáris Sporttelep unter Denkmalschutz. Das Stadion bietet 14.000 Plätze, davon 3000 Sitzplätze auf der Haupttribüne. Seit den 2010er Jahren werden neben dem Radsport auch Motorsportrennen auf der Bahn ausgetragen.

## Länderspiele der ungarischen Fußballnationalmannschaft im Millenáris Sporttelep
Von 1903 bis 1911 trug die ungarische Fußballnationalmannschaft 18 offizielle Länderspiele im Millenáris Sporttelep aus. Zuvor spielte man 1901 drei Begegnungen gegen zwei englische Vereinsmannschaften. Der Besucherrekord wurde am 29. Oktober 1911 beim letzten Länderspiel gegen die Schweiz mit 18.000 Zuschauern aufgestellt.
- 11. Apr. 1901:  Ungarn –  Richmond AFC 0:4 (Freundschaftsspiel, inoffiziell)
- 12. Apr. 1901:  Ungarn –  Surrey Wanderers 1:5 (Freundschaftsspiel, inoffiziell)
- 13. Apr. 1901:  Ungarn –  Surrey Wanderers 1:6 (Freundschaftsspiel, inoffiziell)
- 05. Apr. 1903:  Ungarn –  Böhmen 2:1 (Freundschaftsspiel)
- 02. Juni 1904:  Ungarn –  Österreich 3:0 (Freundschaftsspiel)
- 09. Apr. 1905:  Ungarn –  Österreich 0:0 (Freundschaftsspiel)
- 01. Apr. 1906:  Ungarn –  Böhmen 1:1 (Freundschaftsspiel)
- 04. Nov. 1906:  Ungarn –  Österreich 3:1 (Freundschaftsspiel)
- 07. Apr. 1907:  Ungarn –  Böhmen 5:2 (Freundschaftsspiel)
- 03. Nov. 1907:  Ungarn –  Österreich 4:1 (Freundschaftsspiel)
- 05. Apr. 1908:  Ungarn –  Böhmen 5:2 (Freundschaftsspiel)
- 10. Juni 1908:  Ungarn –  England 0:7 (Freundschaftsspiel)
- 01. Nov. 1908:  Ungarn –  Österreich 5:3 (Freundschaftsspiel)
- 04. Apr. 1909:  Ungarn –  Deutsches Reich 3:3 (Freundschaftsspiel)
- 29. Mai 1909:  Ungarn –  England 2:4 (Freundschaftsspiel)
- 30. Mai 1909:  Ungarn –  Österreich 1:1 (Freundschaftsspiel)
- 31. Mai 1909:  Ungarn –  England 2:8 (Freundschaftsspiel)
- 07. Nov. 1909:  Ungarn –  Österreich 2:2 (Freundschaftsspiel)
- 26. Mai 1910:  Ungarn –  Königreich Italien 6:1 (Freundschaftsspiel)
- 06. Nov. 1910:  Ungarn –  Österreich 3:0 (Freundschaftsspiel)
- 29. Okt. 1911:  Ungarn –  Schweiz 9:0 (Freundschaftsspiel)

## Galerie

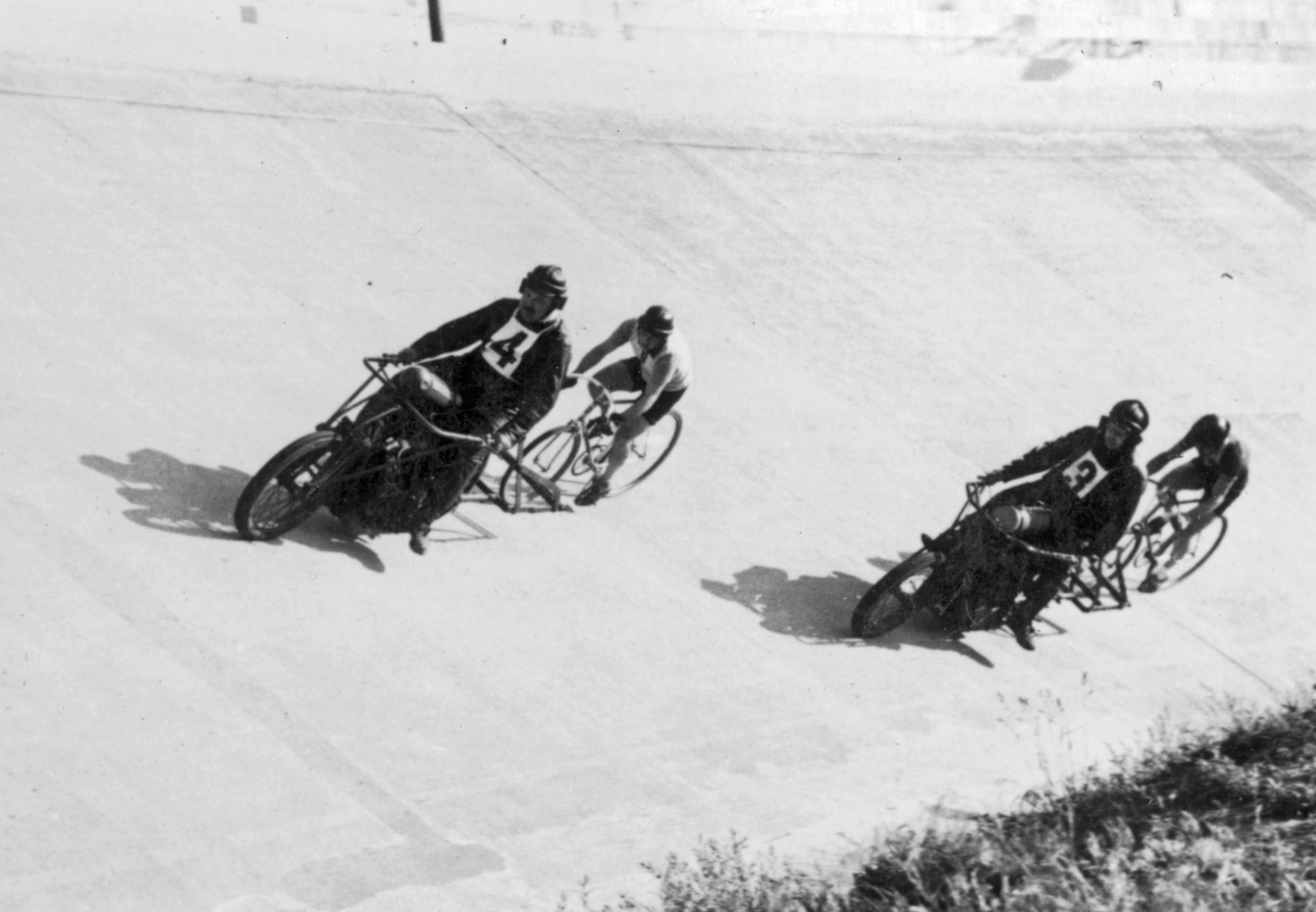
Ein Steherrennen auf der Bahn im Jahr 1940
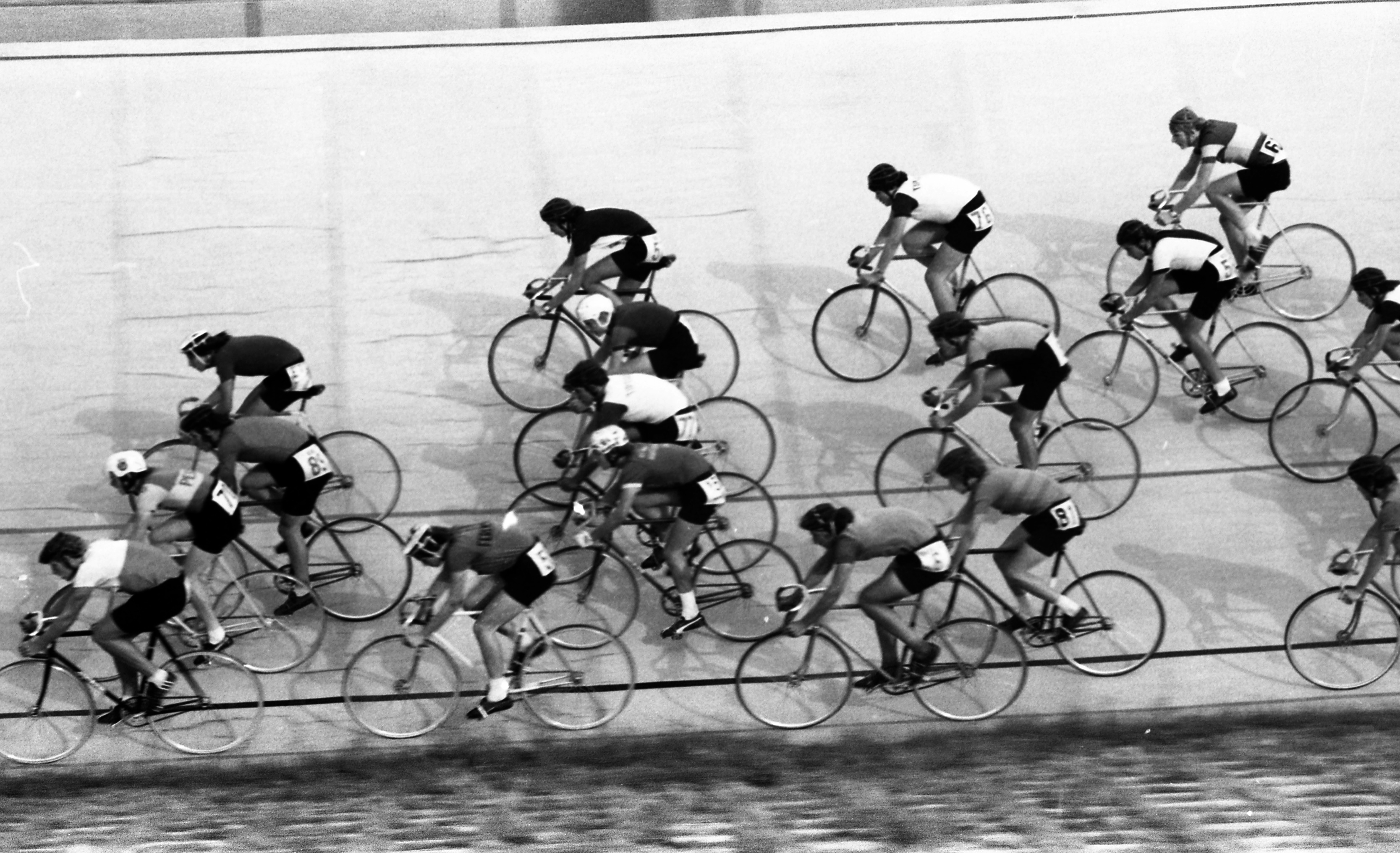
Bahnradwettbewerb auf dem Velodrom im Jahr 1976
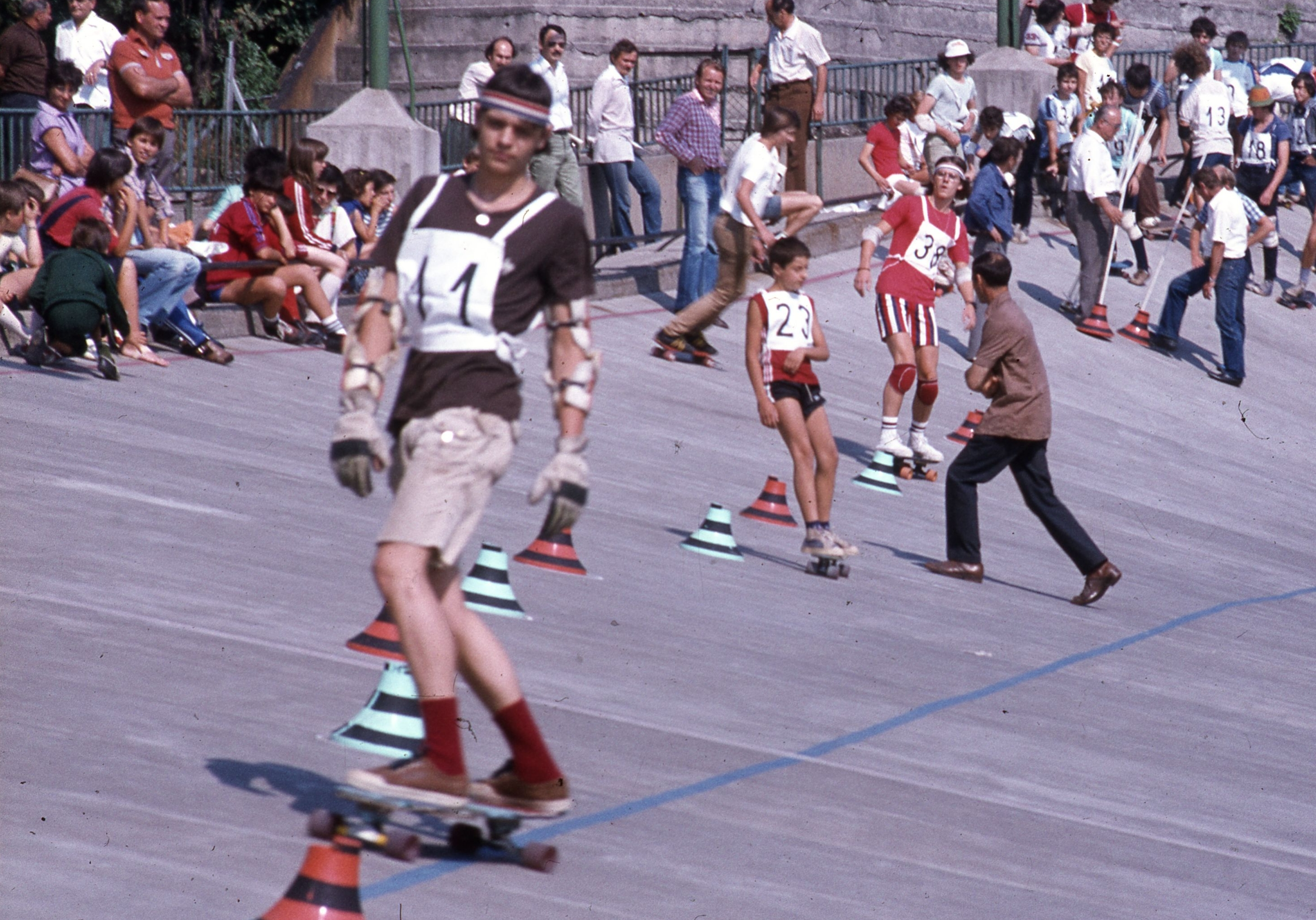
Skateboarder auf der Bahn (1980)
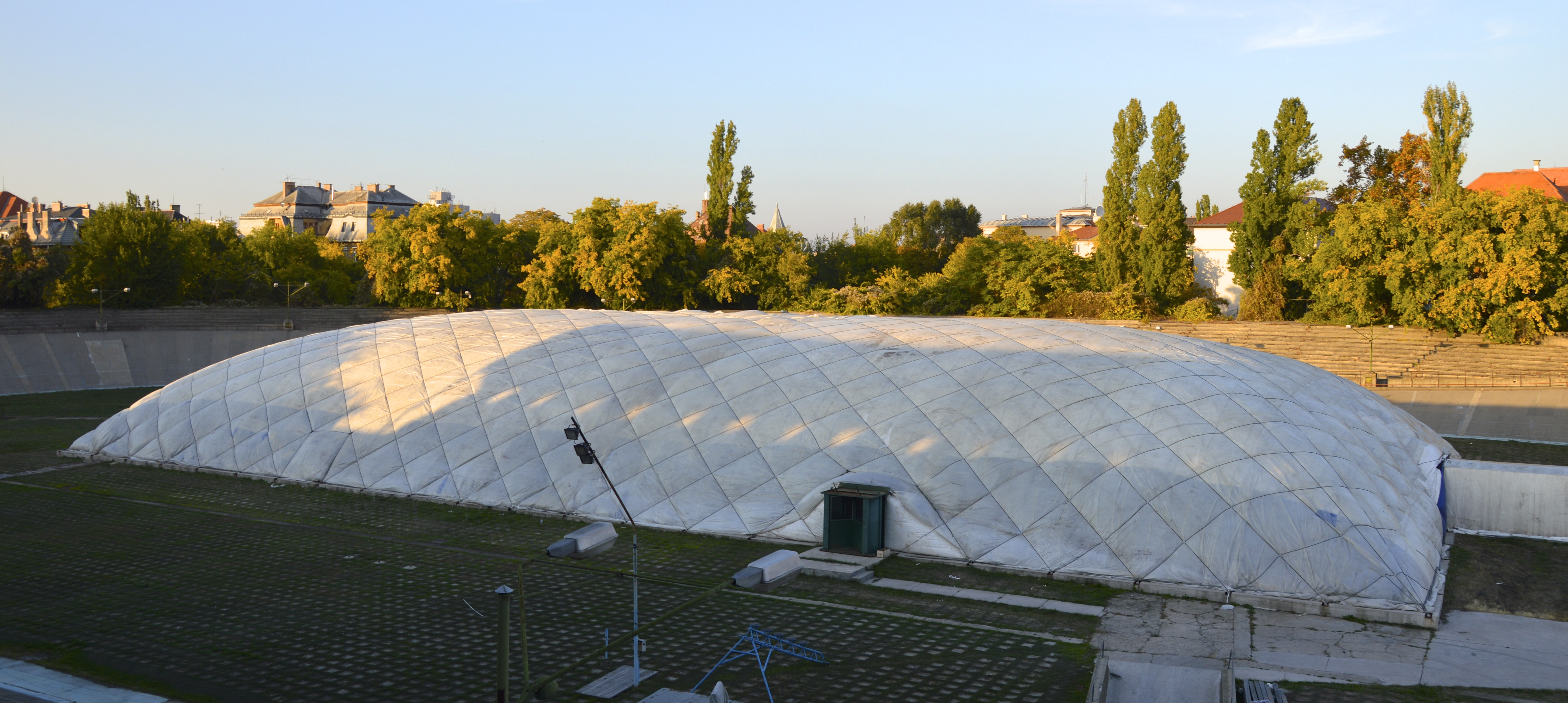
Die Eisfläche in einer Traglufthalle in der Mitte des Stadions (Oktober 2013)